# Wolfgang Petersen
Wolfgang Petersen (Emden, Alemanha, 14 de março de 1941 – Los Angeles, 12 de agosto de 2022) foi um diretor e roteirista cinematográfico alemão.

## Biografia
Já aos tempos da faculdade Petersen realizou as primeiras curtas-metragem. De 1960 a 1964, foi assistente de direcção no Junges Theater de Hamburgo e frequentou uma escola de recitação. Em 1965, seguiu o curso de história do teatro nas universidades de Berlim e Hamburgo. A partir de 1966 frequentou a "Deutsche Film und Fernsehakademie" de Berlim: a sua tese final, "Ich werde dich töten, Wolf", foi transmitida também pela NDR. Depois realizou numerosos filmes televisivos, entre os quais alguns capítulos do popular seriado policial de televisão Tatort.
Em 1974 realizou a sua primeira longa-metragem Einer von uns beiden, um filme policial que é marcado pela sua competência técnica. Em 1977, dirigiu o filme Die Konsequenz, uma adaptação a preto e branco do romance autobiográfico de Alexander Ziegler, sobre um amor homossexual. Na época, o filme foi considerado tão ousado que, quando foi transmitido pela primeira vez na Alemanha, a rede bávara Bayerischer Rundfunk desligou os transmissores para impedir a sua emissão.
O talento técnico de Petersen induziu a Bavaria Film, o centro de produções mais importante da Alemanha, e um dos mais importantes da Europa, a oferecer-lhe, em 1980, a megaprodução Das Boot. Um filme com o tema da Segunda Guerra Mundial sob a perspectiva alemã, que procura contrariar o estereótipo dos filmes de guerra norte-americanos, nos quais todos os alemães são insensíveis e cruéis. Todo o filme se passa no interior de um submarino, visto na sua totalidade, da cabine de comando ao banheiro. A comunidade internacional reconheceu o valor da película, que obtém seis nomeações para o Oscar, entre as quais, a de melhor direcção e de melhor roteiro.
A Petersen, sobre a onda do sucesso, foi então confiado a produção germano-americana A História Sem Fim (1983), a produção alemã mais cara desde o fim da guerra (60 milhões de marcos), mas as arrecadações foram superiores. A partir de então o caminho deste diretor foi incomensurável, em 1985 realizou o seu primeiro trabalho inteiramente americano Inimigo Meu (Enemy Mine), pela 20th Century Fox, um filme de ficção científica, baseado em um romance de Barry Longyear, sobre a amizade cultivada entre um humano e um alienígena, em tempos de guerra galática.
A partir de então Petersen trabalhou estavelmente nos E.U.A., indubitavelmente suas capacidades técnicas e narrativas lhe escancararam as portas de Hollywood. Ele se aventurou em gêneros muito diversos, o filme de guerra, a ficção científica, a fantasia-aventura, o thriller e os filmes de ação. Todos, porém, tinham algo em comum, a necessidade de imagens muito impressionantes; também não é apenas um técnico hábil, de fato os filmes os quais cuidou do roteiro são, provavelmente, aqueles de maior sucesso.
Petersen morreu em 12 de agosto de 2022 em Los Angeles, aos 81 anos de idade, de um câncer no pâncreas.

## Filmografia
- 1971 - Ich werde dich töten, Wolf
- 1973 - Einer von uns beiden
- 1977 - Die Konsequenz - também roteirista
- 1981 - O Barco - Inferno no Mar (Das Boot) - também roteirista
- 1984 - A História Sem Fim (Die Unendliche Geschichte) - também roteirista
- 1985 - Inimigo Meu (Enemy Mine)
- 1991 - Busca Mortal (Shattered) - também roteirista
- 1993 - Na Linha de Fogo (In the Line of Fire)
- 1995 - Epidemia (Outbreak)
- 1997 - Força Aérea Um (Air Force One)
- 2000 - Mar em Fúria (The Perfect Storm)
- 2004 - Tróia (Troy)
- 2006 - Poseidon
- 2016 - Vier gegen die Bank